# Grzegorz z Antiochii
Grzegorz z Antiochii – grecki mnich, przełożony klasztoru w Jerozolimie i od 571 r. chalcedoński patriarcha Antiochii. Godnością tą obdarzył go cesarz Justyn II.
Grzegorz z Antiochii odbywał podróże misyjne po Mezopotamii, gdzie próbował łagodzić konflikty między zwolennikami Soboru chalcedońskiego i monofizytami. W 588 r. został oskarżony przez przeciwników, ale wybronił się dzięki pomocy adwokata Ewagriusza Scholastyka.
Z pism Grzegorza zachowały się trzy kazania: 
- O myroforach (czyli: kobietach niosących olejki do grobu Chrystusa)
- O chrzcie Chrystusa
- Mowa do zbuntowanego wojska.

Te ostatnie kazanie zostało wygłoszone w 589 r. podczas buntu żołnierzy w Litarba, które nastąpiło po trzęsieniu ziemi.

## Przekłady w języku polskim
- Grzegorz z Antiochii, Mowy, [w:] Światła ekumeny. Antologia patrystyczna, oprac. Andrzej Bober, Kraków 1965, ss. 292–294.